# فرودگاه وایس‌کامودورا آنجل
فرودگاه وایس‌کامودورا آنجل  (به انگلیسی: Vicecomodoro Ángel de la Paz Aragonés Airport) (به زبان بومی: Aeropuerto de Santiago del Estero - Vicecomodoro Ángel de la Paz Aragonés) یک فرودگاه همگانی / نظامی  با کد یاتا SDE است که یک باند فرود آسفالت دارد و طول باند آن ۲۵۰۰ متر است. این فرودگاه در  کشور آرژانتین قرار دارد و در ارتفاع ۲۰۰ متری از سطح دریا واقع شده است.